# يجب أن تكون هناك طريقة (أغنية ماريا كاري)
يجب أن تكون هناك طريقة هي أغنية من تأليف ماريا كاري وريك ويك، ومن إنتاج ريك ويك أيضاً في ألبوم ماريا كاري (1990). كانت ماريا تريد الشماركة في إنتاج الأغنية، لكن تسجيلات كولومبيا لم تسمح لها. بطل الرواية من هذه الأغنية الراقصة بتعريف «هناك طريقة ويجب أن تكون وسيلة لربط هذا العالم اليوم»، وتنادي عن وسائل أخرى للمساعدة في إصلاح الأوضاع في العالم. إنها واحدة من الأغاني القليلة لمريا الواعية اجتماعياً، وتتعامل مع العنصرية والفقر.
تم إصدار الأغنية المنفردة الخامسة والأخيرة من الألبوم ي الربع الثاني من عام 1991 في المملكة المتحدة وبعض الأسواق الأوروبية الأخرى. للحفاظ على سلسلة متصلة من المراكز الأولى على الرسم البياني بيلبورد، وقال «هناك يملك ليكون وسيلة» لم يفرج عنه في الولايات المتحدة. تلقت الأغنية القليل من الترويج. الأغنية صدرت بدلا من لا أريد أن أبكي لسوق المملكة المتحدة، وفشلت حتى للوصول إلى المراكز 40 الأولى، وصلت إلى المركز 54 في المخططات البريطانية.

## الفيديو كليب
معلومات عن الفيديو كليب
- المخرج: (لاري جوردان)
- البطولة: (ماريا كاري)
- الصوت: (ماريا كاري)
- المكان: (في الشارع)
- المدة: 4:57

## قائمة أغاني الأغنية المنفردة
قرض مضغوط منفرد #1
1. «يجب أن تكون هناك طريقة» (نسخة الألبوم)
2. «يجب أن تكون هناك طريقة» (7" ريمكس)

قرض مضغوط منفرد #2
1. «يجب أن تكون هناك طريقة» (نسخة الألبوم)
2. «لا أريد أن أبكي»

قرض مضغوط منفرد-طويل #1
1. «يجب أن تكون هناك طريقة» (نسخة الألبوم)
2. «يجب أن تكون هناك طريقة» (12" ريمكس)
3. «يجب أن تكون هناك طريقة» (آلتي. ميكس صوتي)

قرض مضغوط منفرد-طويل #2
1. «يجب أن تكون هناك طريقة» (نسخة الألبوم)
2. «لا أريد أن أبكي»
3. «يجب أن تكون هناك طريقة» (12" ريمكس)

المملكة المتحدة قرص مضغوط منفرد-طويل
1. «يجب أن تكون هناك طريقة» (نسخة الألبوم)
2. «يجب أن تكون هناك طريقة» (7" ريمكس)
3. "يوما ما" (7" جاك سوينغ ميكس)
4. «رؤية الحب»

## الرسوم البيانية
| المخطط (1991)   | المنصب |
| --------------- | ------ |
| المملكة المتحدة | 54     |